# Somatotopie
La somatotopie est la position relative dans le système nerveux des structures correspondant à différentes parties du corps.
La somatotopie sensitive en particulier est la représentation de la surface cutanée sur la surface du cortex de manière proportionnelle à la densité des récepteurs. Cette représentation peut se faire sous forme d'homonculus sensitif.
|                                            |
| Homunculus sensoriel du gyrus postcentral. |